# Listă de monumente din județul Ilfov
- Mănăstirea Pasărea
- Mănăstirea Snagov

- Palatul Mogoșoaia
- Palatul Știrbei
- Palatul și domeniul Ghica -